# Niguinanou
Niguinanou est un village du peuple Adjoukrou, situé dans la sous-préfecture de Toupah et rattaché au département de Dabou.

## Géographie
Le village de Niguinanou, situé au Sud de la Côte d'Ivoire, fait partie des onze villages de la sous-préfecture de Toupah,. Il appartient au département de Dabou, dans la région des Grands-Ponts, dans le district des Lagunes,. Il a été dénombré 1 640 habitants dans ce village après le recensement général de la population de l'habitat en 2014. Ce recensement a été conduit par l'Institut national de la statistique.